# Association Sportive Nancy-Lorraine (femminile)
L'Association Sportive Nancy-Lorraine, citata comunemente Nancy o ASNL, è una squadra di calcio femminile, sezione dell'omonimo club francese con sede nella città di Nancy.

## Allenatori
- Frédéric Biancalani (2012-2016)
- Francisco Rubio (-2019)
- Maxime Vautrin (2019-)

## Organico

### Rosa 2018-2019
Rosa, ruoli e numeri di maglia aggiornati al 11 settembre 2018.
| N. |                    | Ruolo | Calciatrice           |
| -- | ------------------ | ----- | --------------------- |
| 1  | Francia (bandiera) | P     | Céline Deville        |
| 2  | Camerun (bandiera) | D     | Christine Manie       |
| 3  | Francia (bandiera) | D     | Morgane Duporge       |
| 5  | Francia (bandiera) | D     | Charlotte Blanchot    |
| 6  | Camerun (bandiera) | C     | Francine Zouga-Edoa   |
| 8  | Francia (bandiera) | C     | Marine Morel          |
| 9  | Camerun (bandiera) | A     | Marlyse Ngo Ndoumbouk |
| 10 | Francia (bandiera) | C     | Laura Blanchard       |
| 11 | Francia (bandiera) | C     | Léonie Adam           |

| N. |                        | Ruolo | Calciatrice       |
| -- | ---------------------- | ----- | ----------------- |
| 12 | Francia (bandiera)     | A     | Maelys Goumeziane |
| 13 | Francia (bandiera)     | A     | Justine Clément   |
| 16 | Francia (bandiera)     | P     | Léna Poissenot    |
| 18 | Francia (bandiera)     | C     | Laurine Hannequin |
| 20 | Francia (bandiera)     | C     | Léa Munier        |
| 21 | Francia (bandiera)     | D     | Mathilde Dijon    |
| 22 | Francia (bandiera)     | C     | Chaimae Lahmadi   |
| 23 | Francia (bandiera)     | D     | Mary Chappe       |
| 25 | Lussemburgo (bandiera) | C     | Naomi Odwrot      |